# Milan Ristović
Milan Ristović (Милан Ристовић) (* 1953 in Priština) ist ein serbischer Historiker und ordentlicher Professor am Institut für allgemeine Zeitgeschichte an der Philosophischen Fakultät der Universität Belgrad.
Neben einer Vielzahl kürzerer Arbeiten, die in serbischen und internationalen Zeitschriften veröffentlicht wurden, ist er auch Autor von Monographien: 
- Die neue deutsche Ordnung in Südosteuropa 1940/41 – 1944/45. Pläne für die Zukunft und Praxis, VINC, Belgrad 1991
- Auf der Suche nach einem Zufluchtsort. Jugoslawische Juden auf der Flucht vor dem Holocaust 1941–1945, Službeni list, Belgrad 1998
- Eine lange Heimkehr, Flüchtlingskinder aus Griechenland in Jugoslawien, 1948–1960, Udruženje za društvenu istoriju, Belgrad 1998
- Einfache Leute. Historische Beiträge, Geopoetika, Belgrad 1999.

Er ist der Hauptredakteur des Jahrbuchs für Sozialgeschichte, an dem er zusammen mit Miroslav Jovanović und Dubravka Stojanović arbeitet.
2020 wurde er zum Mitglied der Academia Europaea gewählt.